# ووتش أو إس
ووتش أو إس أو نظام تشغيل الساعة (بالإنجليزية: watchOS) هو نظام التشغيل المحمول لساعة أبل، المطور من قبل شركة أبل وهو يستند على نظام التشغيل آي أو إس، وله العديد من الميزات المماثلة. أطلق النظام في 24 نيسان 2015، جنبا إلى جنب مع ساعة أبل، وهي الجهاز الوحيد الذي يشغل watchOS. وتسمى واجهة برمجة التطبيقات الخاصة بها باسم WatchKit.
النسخة الثانية، ووتش أو إس 2، شملت الدعم لتطبيقات الطرف الثالث الأصلية وتحسينات أخرى، وأطلقت في 21 أيلول 2015. النسخة الثالثة، ووتش أو إس 3، أطلقت في 13 أيلول 2016، مقدمة أداء أفضل ومظاهر جديدة للساعة وتطبيقات الأسهم.

## وصلات خارجية
- الموقع الرسمي